# Хорошенькие девушки, станьте в ряд
«Хорошенькие девушки, станьте в ряд» (англ. Pretty Maids All in a Row) — американский комедийный детективный фильм 1971 года французского режиссёра Роже Вадима по сценарию создателя франшизы Звёздный путь Джина Родденберри, основано на новелле Френсиса Поллини. Это был единственный кинофильм Джина Родденберри, где он был сценаристом.

## Сюжет
Ученик старших классов Понс находит в мужском туалете мёртвую чирлидершу. Полиция начинает расследование. Сам Понс в последнее время испытывает некоторую сексуальную неудовлетворённость. С одной стороны его окружает большое количество красивых одноклассниц, а с другой стороны у него до сих пор нет девушки. Школьный консультант и по совместительству тренер школьной команды по футболу Майкл «Тигр» Макдрю советует Понсу обратить внимание на новую школьную незамужнюю учительницу мисс Бетти Смит. Учительнице же Тигр рассказывает о проблемном в сексуальном плане ученике Понсе и просит её позаниматься с ним дополнительно у себя дома, чтобы поддержать его и попробовать стать ему другом.
У самого Тигра есть жена, но это обстоятельство никак не мешает ему иметь сексуальные отношения с ученицами. Одна из учениц выражает желание стать его новой женой, но через некоторое время её находят мёртвой. В другой раз Тигра с ученицей в машине на футбольном поле застукивает полицейский, а на утро эту ученицу и этого полицейского находят мёртвыми. Капитан полиции Сэм Сёрчер начинает подозревать в убийствах Тигра, но никак не может поймать того с поличным. Понс же догадывается кто убийца. Тигр отвозит Понса на пирс, где во всём сознаётся, а потом спрыгивает с пирса, предварительно вытолкнув из машины Понса. Хотя тело Тигра так и не находят, в школе считают его погибшим. Сёрчер же полагает, что Тигр инсценировал свою смерть, когда замечает, что «вдова» Тигра спешно собирается лететь в Бразилию.

## В ролях
- Рок Хадсон — Майкл «Тигр» Макдрю
- Энджи Дикинсон — Бетти Смит
- Телли Савалас — капитан полиции Сэм Сёрчер
- Джон Дэвид Карсон — Понс
- Кинан Уинн — шеф полиции Джон Подальски
- Барбара Ли — Джин Макдрю
- Родди Макдауэлл — директор Проффер
- Джеймс Духан — Фолло
- Уильям Кэмпбелл — Грейди
- Сьюзэн Толски — Харриет Креймир
- Бренда Сайкес — Памела Уилкокс
- Джой Банг — Рита
- Гретчен Баррелл — Марджори
- Джоанна Кэмерон — Ивонн Миллик
- Эйми Экклс — Хильда Ли
- Джун Фэйрчайлд — Санни Свингл
- Маргарет Марков — Полли
- Дайан Шерри — Шерил

## Производство
Сюжет фильма основан на одноимённом романе Френсис Поллини, который был опубликован в 1968 году. В кресло режиссёра студия Metro-Goldwyn-Mayer пригласила французского режиссёра Роже Вадима. Это был первый фильм, который Вадим снимал в Америке. По его словам он и раньше получал приглашения от американских студий, но отказывался из-за сильного контроля со стороны студий за творческим процессом. На главную роль был назначен Рок Хадсон, а роль учительницы могла сыграть Брижит Бардо, но она была занята в это время и роль отошла Энджи Дикинсон. В апрельском номере журнала Playboy за 1971 год была опубликована статья Роже Вадима о фильме с фотографиями молодых актрис, игравших школьниц.

## Критика
Кинокритик Роджер Эберт поставил фильму 2 звезды из 4. В основном критики сходились во мнении, что фильм нелепый. Он пытается быть и триллером и секс-комедией, но здесь нет ни того, ни другого. На сайте Rotten Tomatoes рейтинг свежести фильма 8 %.
С другой стороны кинорежиссёр Квентин Тарантино в опросе журнала Sight & Sound в 2012 году сказал, что фильм «Хорошенькие девушки, станьте в ряд» входит в 10-ку его любимых.